# 石垣

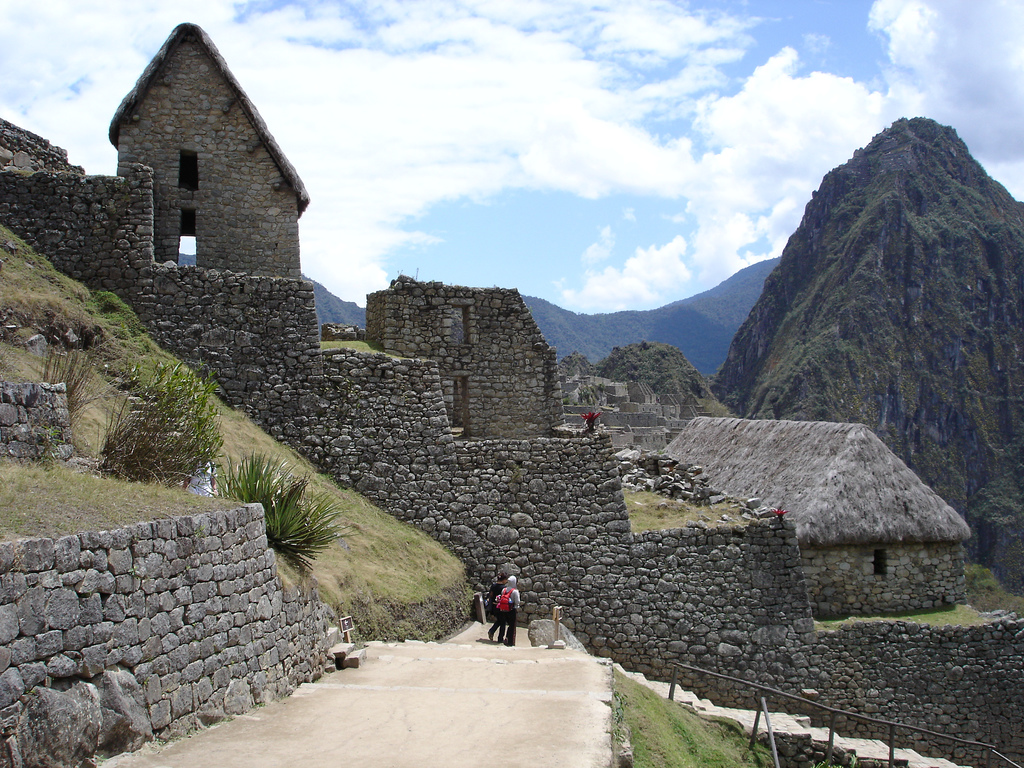
マチュ・ピチュ

石垣（いしがき、英語: stone fence、stone wall）は、石を組み上げて作られた壁、もしくは柵のこと。「石積み」「石塁（）」も同様に用いられる。

## 概説

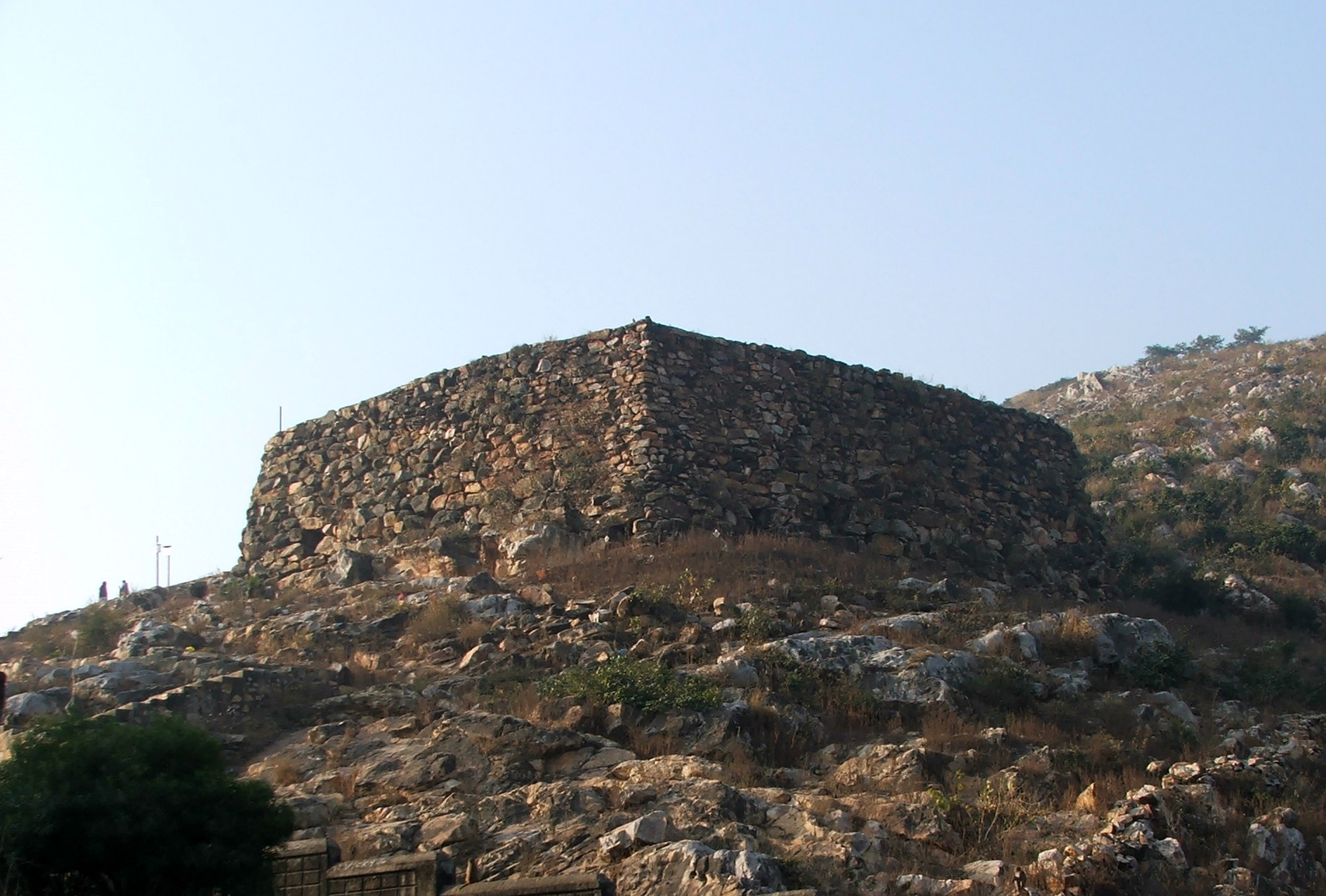
古代インド·マガダ国の王舎城時代の石積み

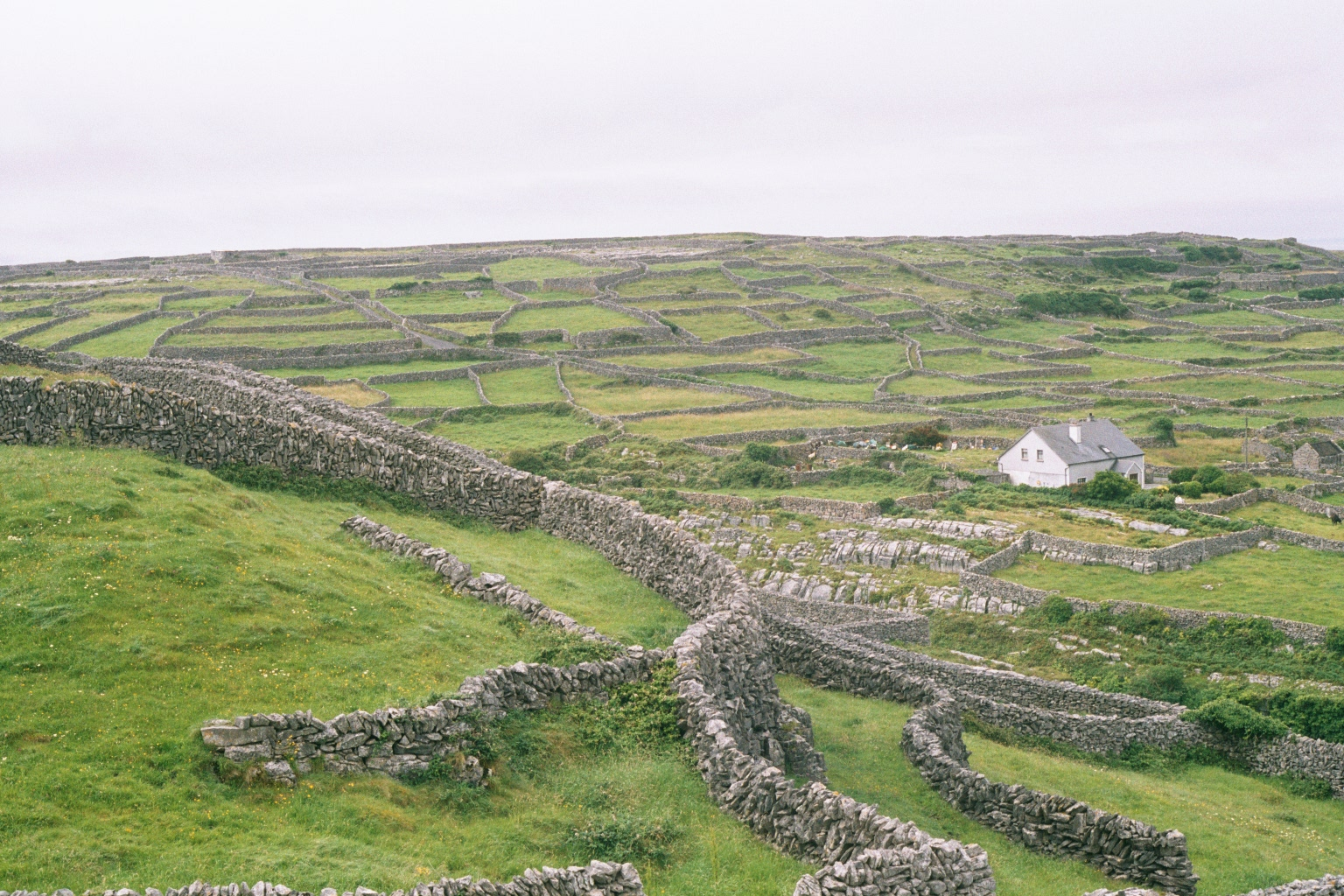
石積みの柵（アラン島）

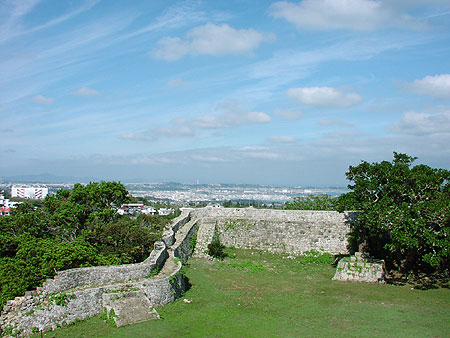
中城城（沖縄本島）

石垣は古来あらゆる文明で見ることができる。その手法も、自然の石をそのまま積み上げるものや、割った石や切った石を美しく組み上げて見栄えを良くしたもの、さまざまな種類の石を組み合わせて力を分散させ排水を良くして堅固にしたものなどがある。
石垣が築かれる目的は「土地の境界線」、「国境」、「防御施設」、「土地の補強」などである。また城砦、城の建物自体の基礎として石垣が用いられることも多かった。欧米では更に城下に造られた民家の壁も、石を積み上げ漆喰などを塗って造ることがあり、町の名も"Stonewall"と呼ぶ例がある。あるいは、特定の建物をそう呼んだり、たとえば、"Stone Inn"といった例もみられる。
スコットランドなどでは、羊の牧草地を石の柵で囲み、あるいはアラン島では風の強い土地の耕作地を、わずかな土が風で飛ばないように石の柵で囲むといった例もある。日本などにある棚田のあぜは石垣によって崩れないように補強されている。
珍しい例では、陸繋島の水軍城である甘崎城があり、満潮時には見えないが、潮が引くと石垣が見える仕組みで、つまり、潮で陸路ができた時のみ防御の役割を担う石垣になっており、海中縄張り（海に没した石垣）という珍しい光景から、元禄4年（1691年）にこの沖を航行したドイツ人医師ケンペルが、帰国後、『日本誌』において、「水中よりそびゆる保塁あり」と記述を残している。
琉球諸島など日本の南方の島々の伝統的な村落では、屋根の上に石を積み、家屋の周りに石垣を積むことで台風などの強風を防いでいる。例えば石垣島や竹富島など八重山諸島には、琉球石灰岩の石垣に囲まれた家々が建ち並ぶ景観が残っている。また、首里城や中城城などのグスクでも、石灰岩を切石にして構造物のように積み上げた石垣を見ることができる。

## 西洋
古来、西洋では石造りの家が多かった。西洋での定住の文化がユーラシア大陸中西部以西の樹木に乏しい地帯や樹木の入手困難な地域から発達したためである。そのため、以後、西洋では必ずしも樹木の乏しくない地域でも石造りの建築が主に用いられるようになった。
石で家を造るには丈を高く積む必要があり、絶対に崩れてはならず、隙間もないような石積みが必要であった。したがって、基礎を確定し、同時に上層の石が動かないように、できる限り大石を用いて石積みを行う必要があった。西洋の石垣は屋壁を築くための家屋建築の石積みにならった技術である。
ヨーロッパの石垣は、石の間にモルタルまたは漆喰を塗って固めるのが一般的である。それらを使わずに石だけで積んだマチュピチュ遺跡や日本のような石垣を、英語では dry stone wall または単に dry stone と呼ぶことがある。

## 南米
インカ建築では、石だけで作った壁もあれば、モルタルや日干し煉瓦（アドベ）を使用した例もある。アドベは主に海岸部で使用され、石は山岳部で使用された。地震が多い地域にもかかわらず多くの建物が残っていることから技術力の高さがうかがえる。
インカの石垣は、隙間の入る余地のない計算された石垣が特徴であるが、同じような石材を並べたパターンと多角形を組み合わせたパターンが見られる。インカの民族史的記述によるとボリビアのティワナク文化（遺跡は世界遺産となっている）の記念碑に感銘を受けて近隣地域から石工を雇ったとされる。

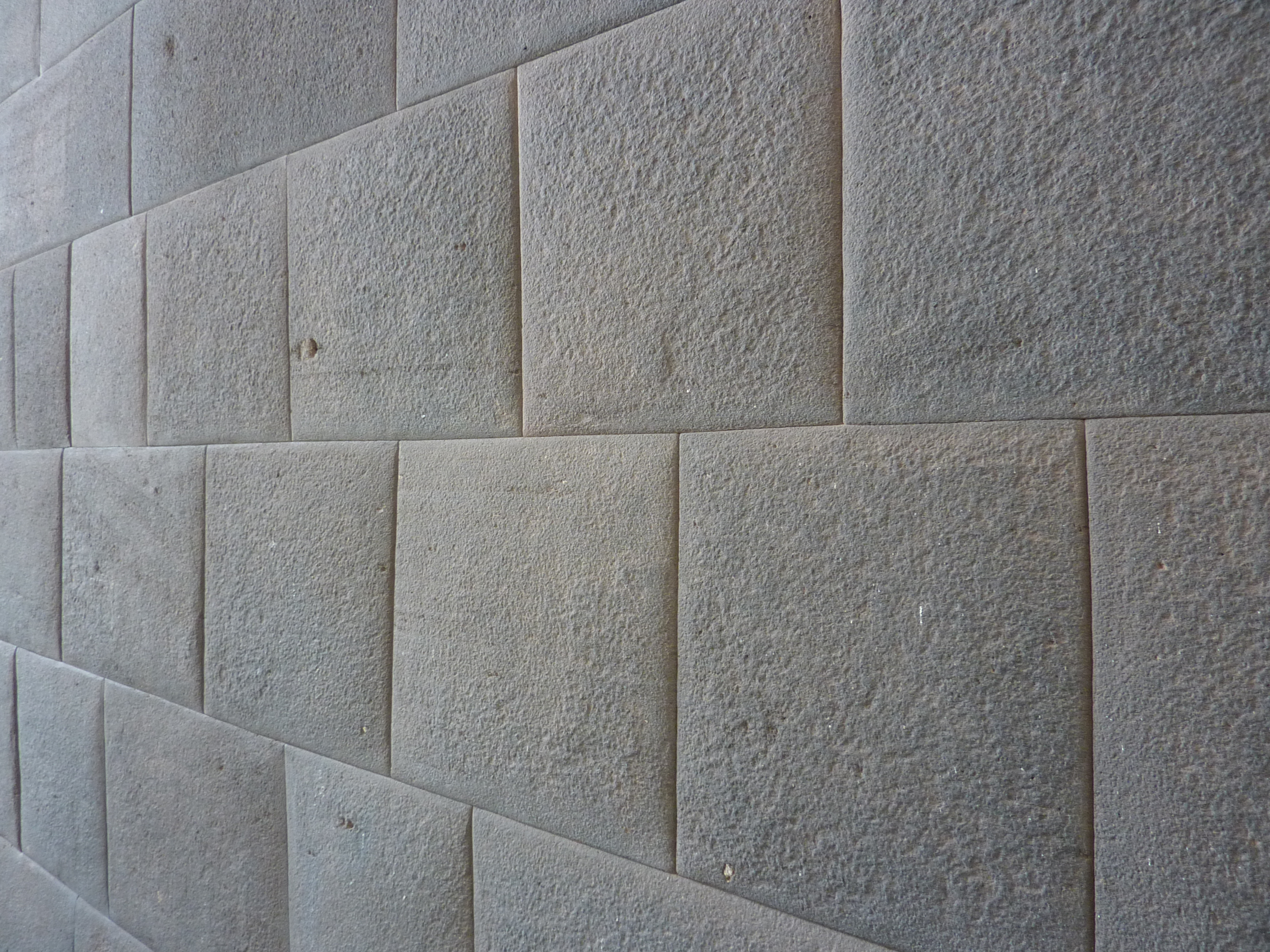
インカ帝国の首都クスコにある太陽神殿の壁
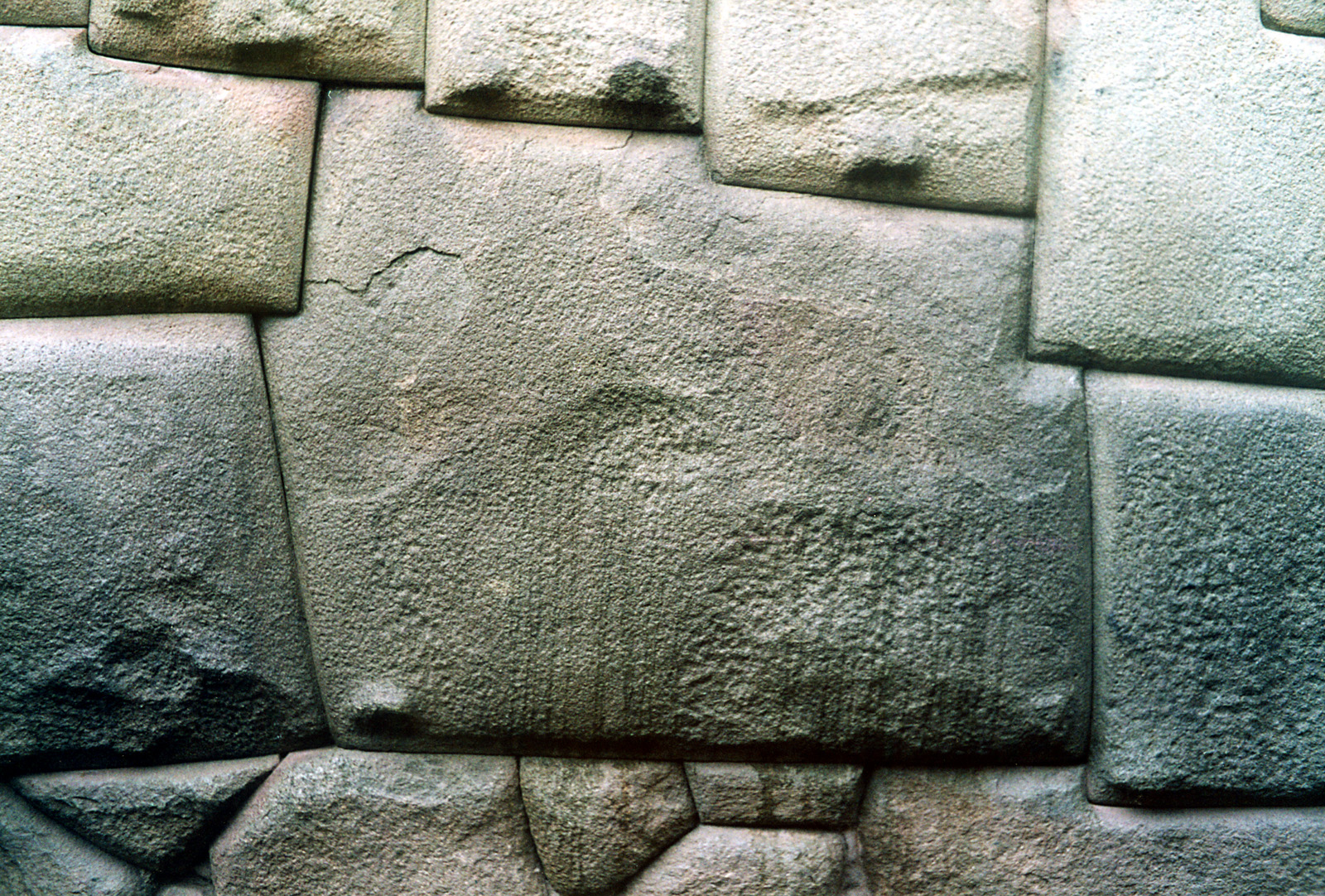
クスコの王宮にある石垣。国指定文化財12角の石（英語版）。
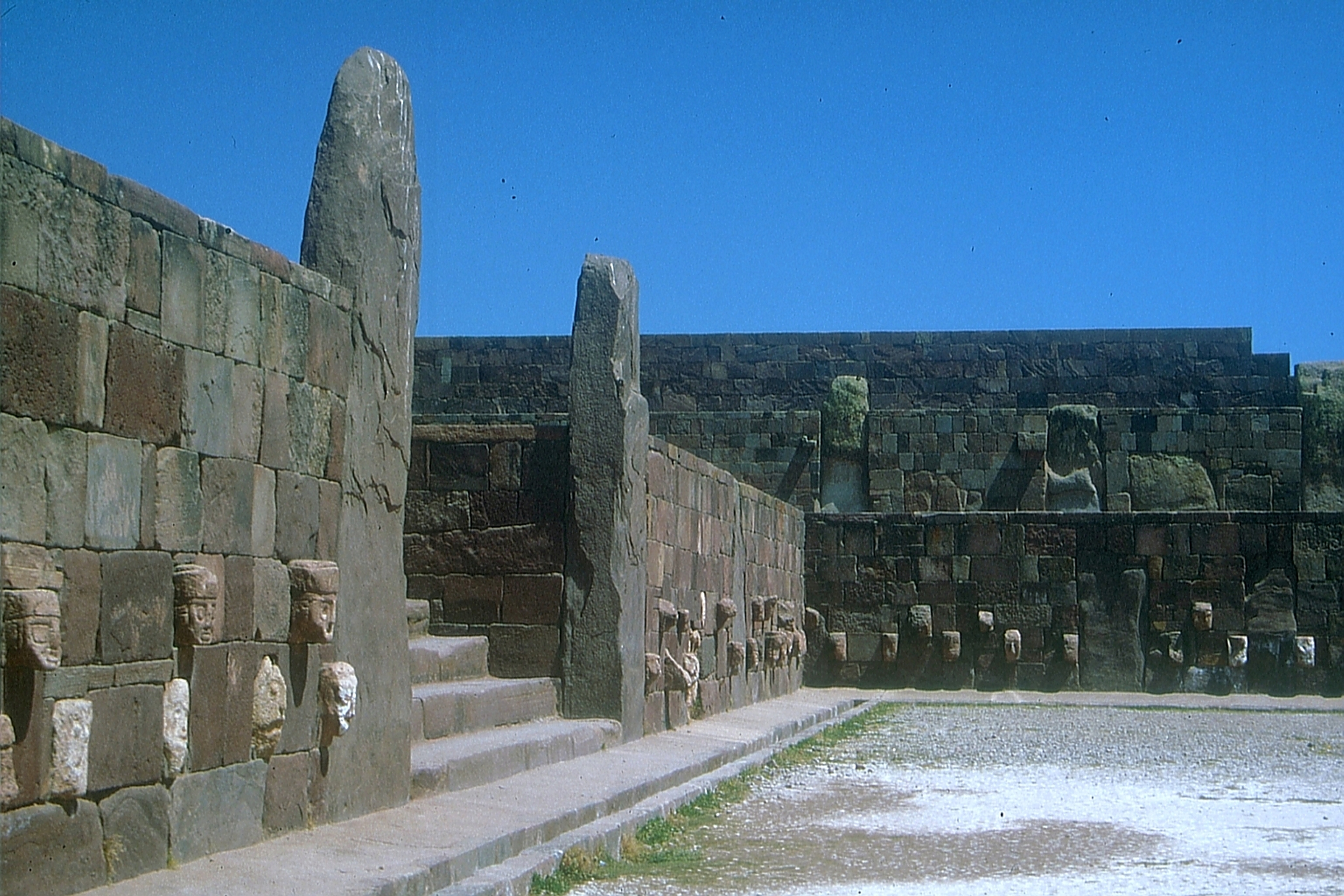
ティワナクの広場

## 日本
日本では木材の入手が比較的容易であったため家屋は木造が主であった。しかし、日本には傾斜地が多いという地理的な特性があり、このような土地を農地や屋敷に用いるには基礎として石垣を積む必要があった。日本の石垣はもっぱら石垣自体を築造するために発達してきたものであり、西洋の石垣とはその沿革が異なる。

### 古代

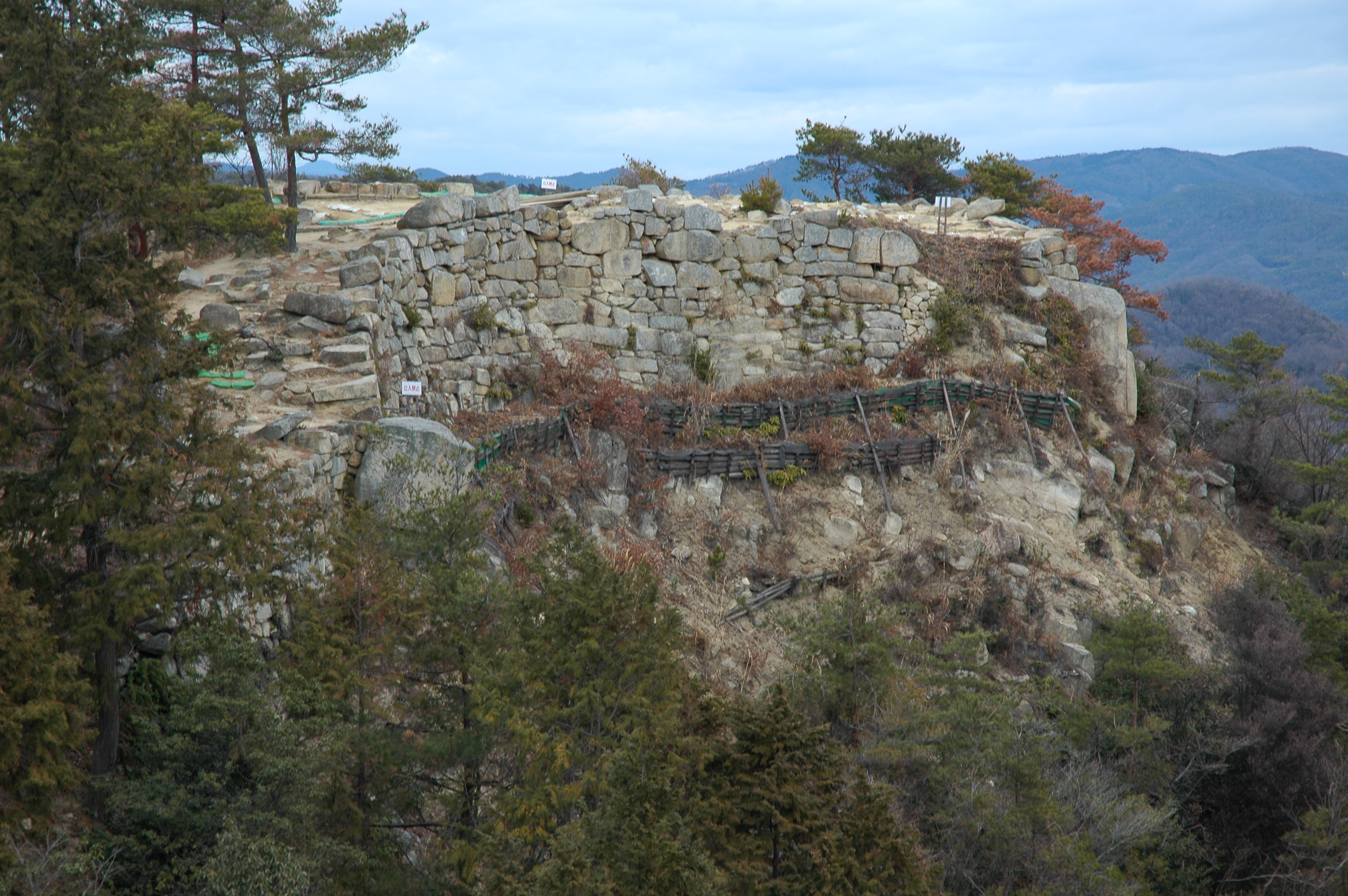
鬼ノ城の石垣

日本では古墳時代に古墳の墳丘表面を葺石で葺かれるようになるとともに、石室の壁面は石を積み上げ蓋石を乗せる構造が見られるようになる。同様の技術が豪族の居館でも見られ、濠と土塁で防御された豪族居館の土塁表面は石葺きとなっている。
飛鳥時代になると、『日本書紀』に斉明天皇2年（656年）「宮の東の山に石を累ねて垣となす」との記述があり、実際に斉明天皇の両槻宮ではないかとされる酒船石遺跡で大規模な石垣遺構が見つかっている。663年に白村江で百済・日本連合軍が敗北した後、唐や新羅の日本列島侵攻に備えて、亡命した百済人を用い、北九州から瀬戸内海沿岸各地、畿内に古代山城が築かれた。これらは版築土塁の他に部分的に石垣が用いられている。史実には確認されていないが、同様の古代の構築物であると考えられている神籠石も、7世紀前後またはそれ以降の石垣遺構であるとされる。その後、中世に至るまで大規模な石垣の技術は忘れ去られていた。

### 中世

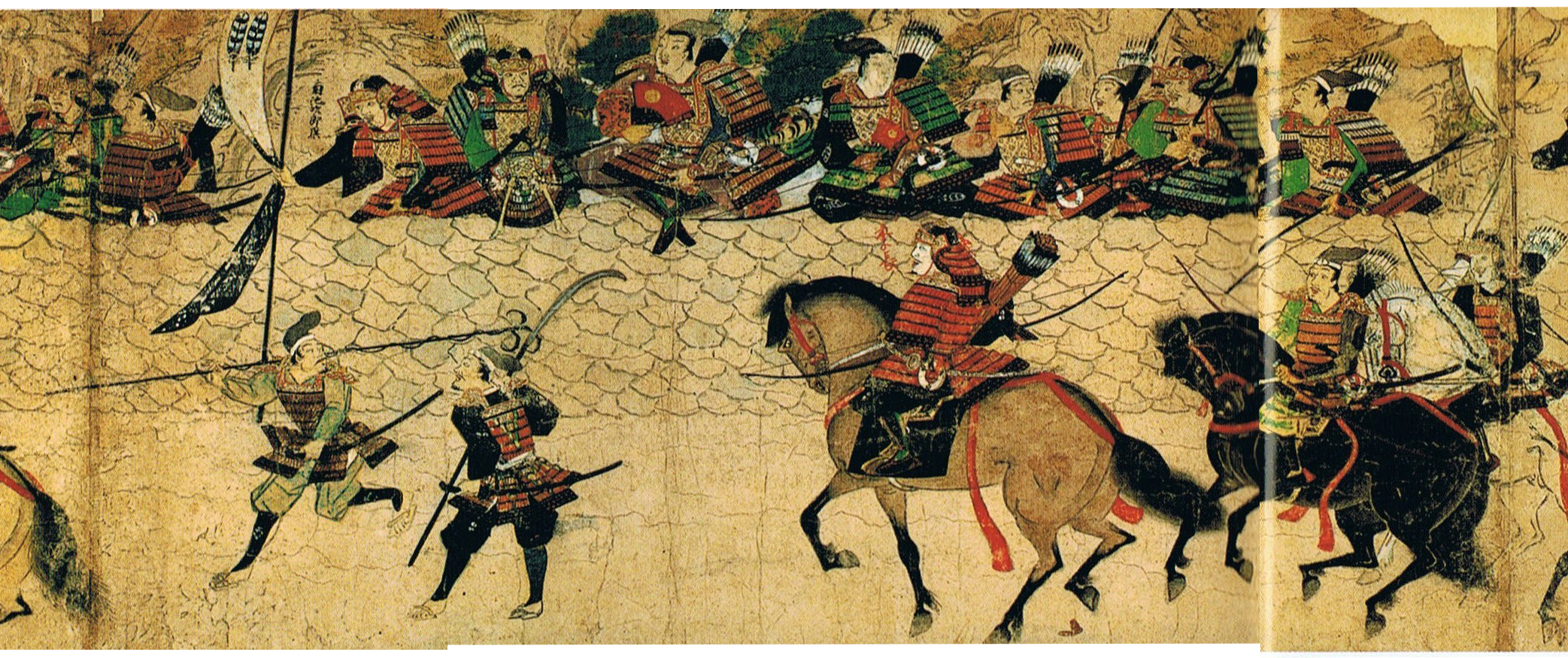
蒙古襲来絵詞に描かれた石築地

1274年の元寇の際、1276年までに博多湾沿岸に「石築地（いしついじ）」（元寇防塁）と呼ばれる長大な石垣の防塁が構築された。ただし、石築地は「築地（築地塀）」というだけに石積みの塀という概念で築かれているため、「石塁」であるともいわれている。しかし、その後は再び大規模な石垣は用いられなくなる。
中世の城郭においては、2メートル程の小規模なものが見られ、近世の城石垣のように防御を目的としたものではなく、主に曲輪敷地が崩れるのを防ぐために用いられたと考えられている。中世の石垣技術は寺院の基壇（堂塔が建てられる台）などで用いられ、その技術が近世以降の城郭の石垣に採用された。

### 戦国時代

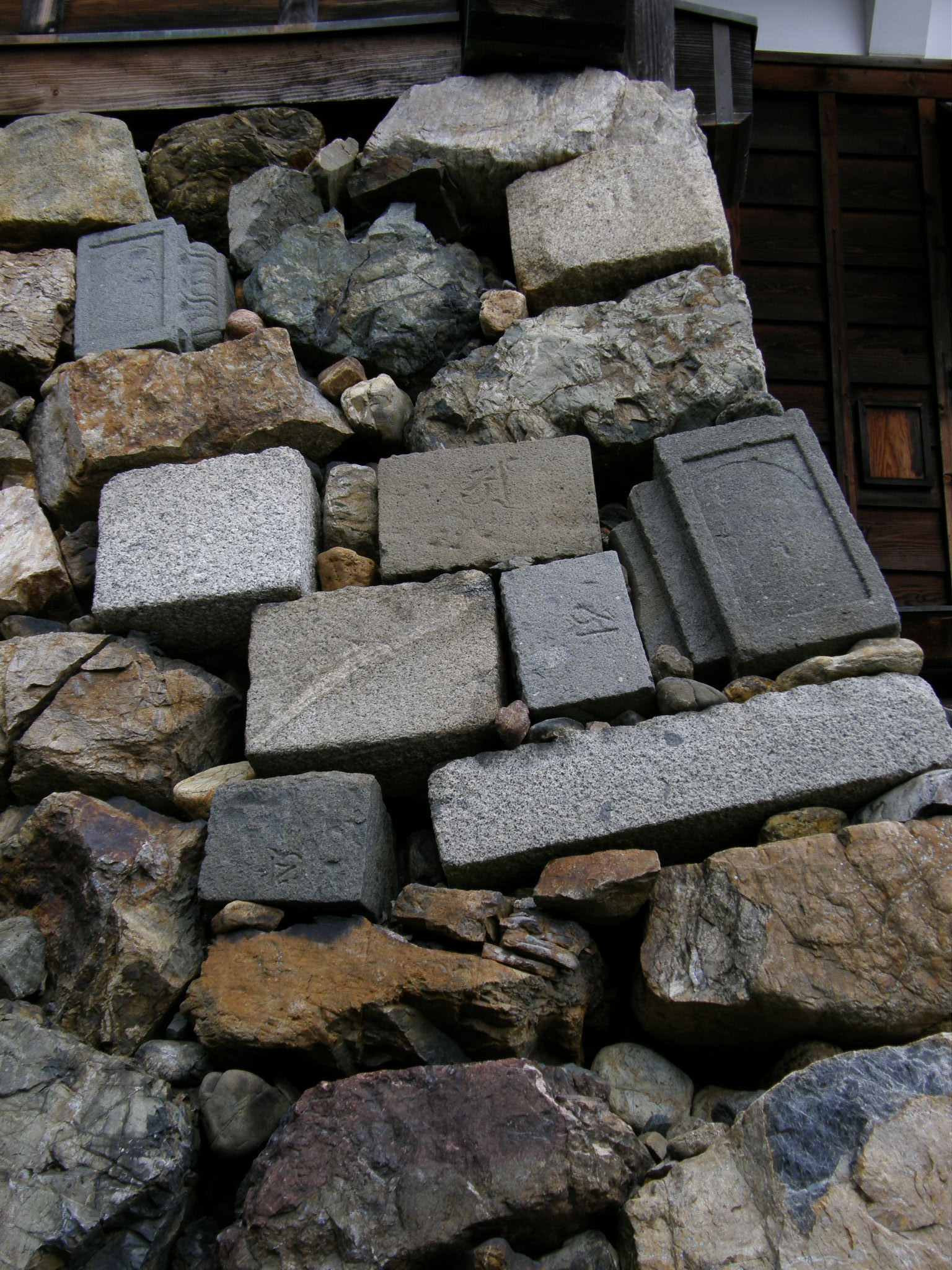
戦国時代の築城には転用石も多く使われた。

16世紀半ばに日本に鉄砲が伝来したことで、日本城郭は大きな転機を迎える。中世時代の城は、削平地（曲輪）を持ち、土塁や切岸などによる防御施設が形成されていることを特徴としており（中世城郭）、建物自体への防御よりも対人的な防御施設が中心であった。しかし、鉄砲という貫通力のある重火器が伝来したことにより、その攻撃を防ぐ重量構造物の建築が必要となり、それを構築するための基礎として、「石垣」が採用された。石垣という頑丈な基礎を得たことで、重厚な建物を天端いっぱいまで直立して築くことが可能になった。
この建築技法を多用したのが、織田信長、またその権力を継承する豊臣秀吉であり、「石垣」含む「礎石建物」「瓦」の３つの特徴を持つ城郭を織豊系城郭と呼ぶ。これまでの中世城郭と一線を画する織豊系城郭は、安土城や大坂城に代表されるように、彼ら自身を象徴するシンボルタワーとなり、新統治者が誰であるかを城下の民に知らしめた。そのため、石垣は彼らの支配の中心であった中部～西日本を中心に広がった。

### 近世以降

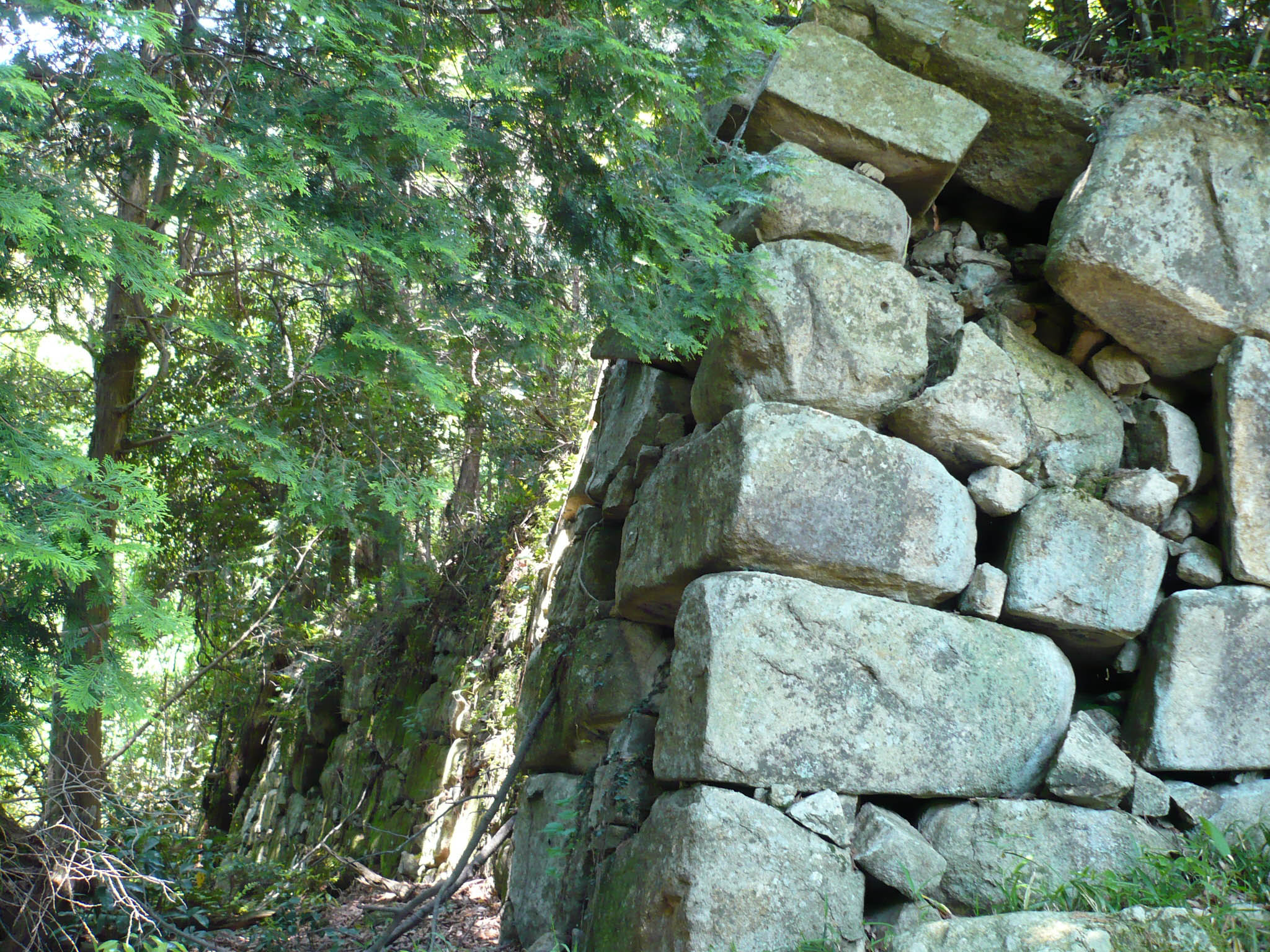
観音寺城の石垣

16世紀半ばには、観音寺城（滋賀県）で、近世の城石垣の先駆ともいわれるものが築かれていたと史料上で確認されている。この時に石垣を手掛けた技術者集団が穴太衆である。穴太衆は織田信長に雇傭されて安土城の石垣を積んだとされている。その後、西日本を中心に城郭建築に石垣を用いる事例は増えていった。江戸幕府が再建した大坂城の石垣は日本最大である。
一方、東日本では概して石垣を持つ城は少なく、特に関東地方では小田原城や石垣山城、新田金山城、八王子城、江戸城を除くと大規模な石垣は見られない。これは石垣の材料となる花崗岩の産地が限られていたためで、逆に花崗岩を容易に採取できる瀬戸内海沿岸には、石垣を持つ城郭建築が多く残っている。江戸時代初期の石垣では、江戸城・二条城・金沢城など石垣表面に鑿（のみ）で、穿いて凸凹を付けたり、筋を掘るなどして化粧（装飾）をした石垣が見られる所もある。

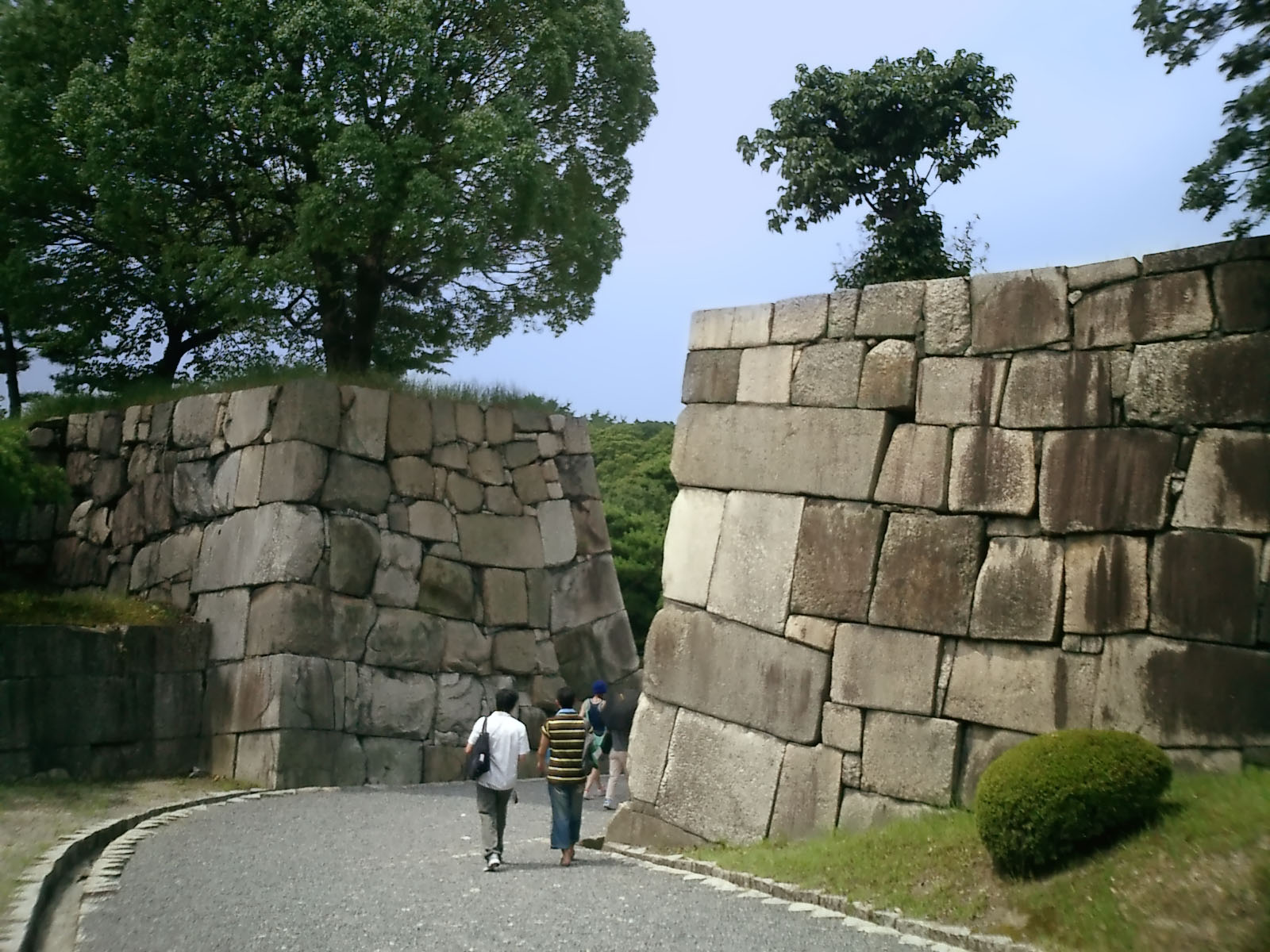
二条城の石垣
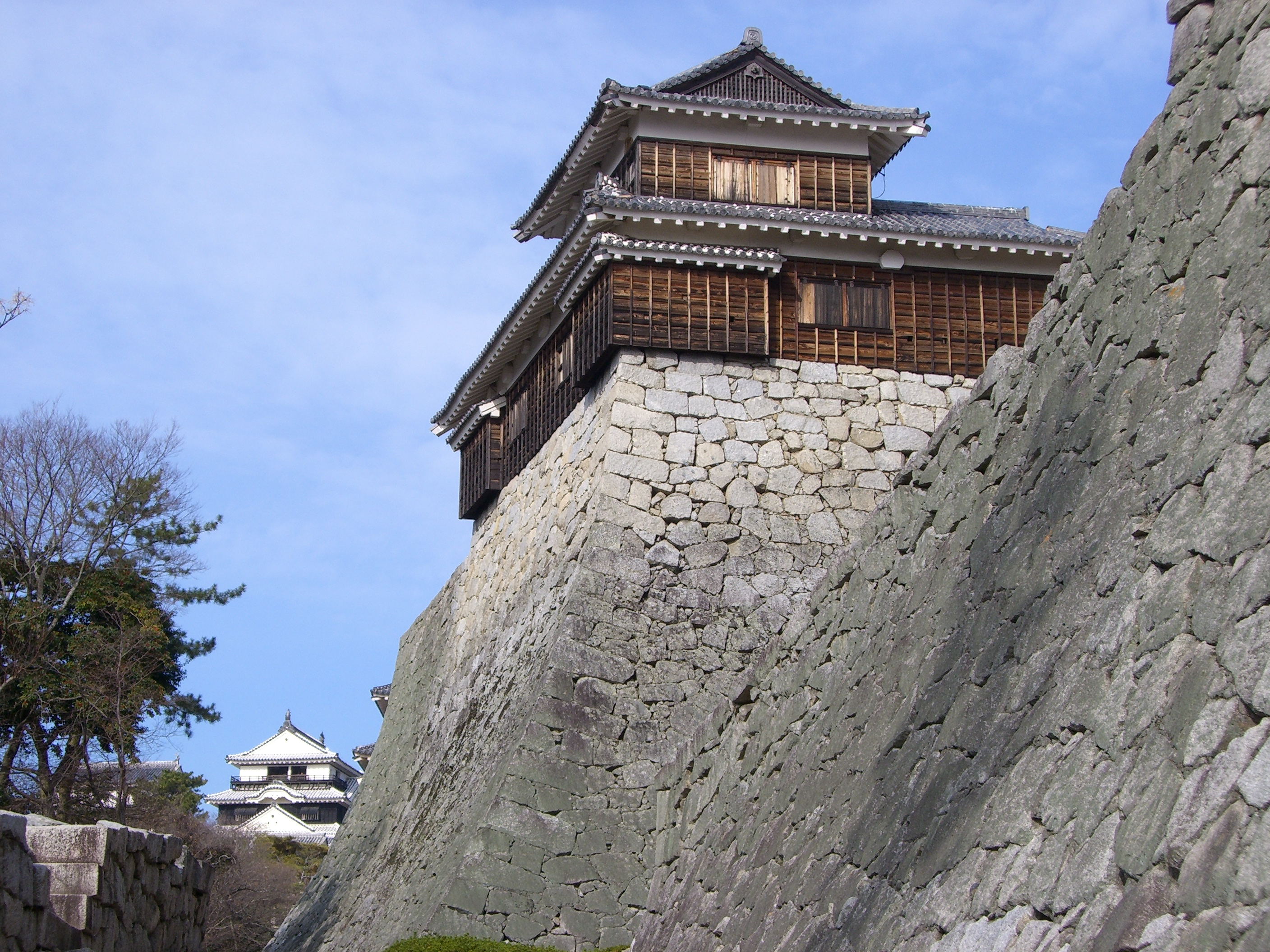
打込み接ぎの石垣（松山城）
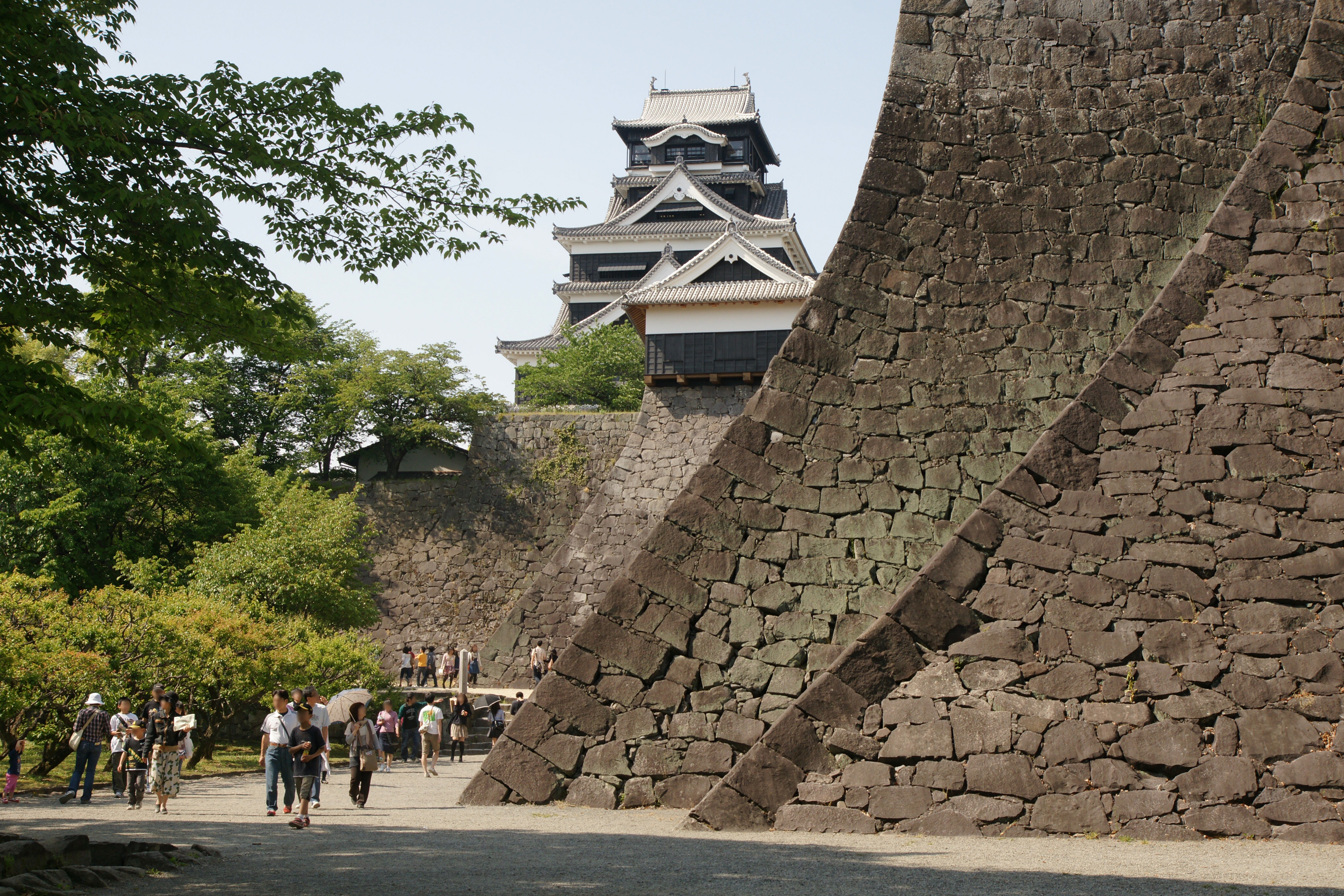
熊本城の"武者返し"の石垣
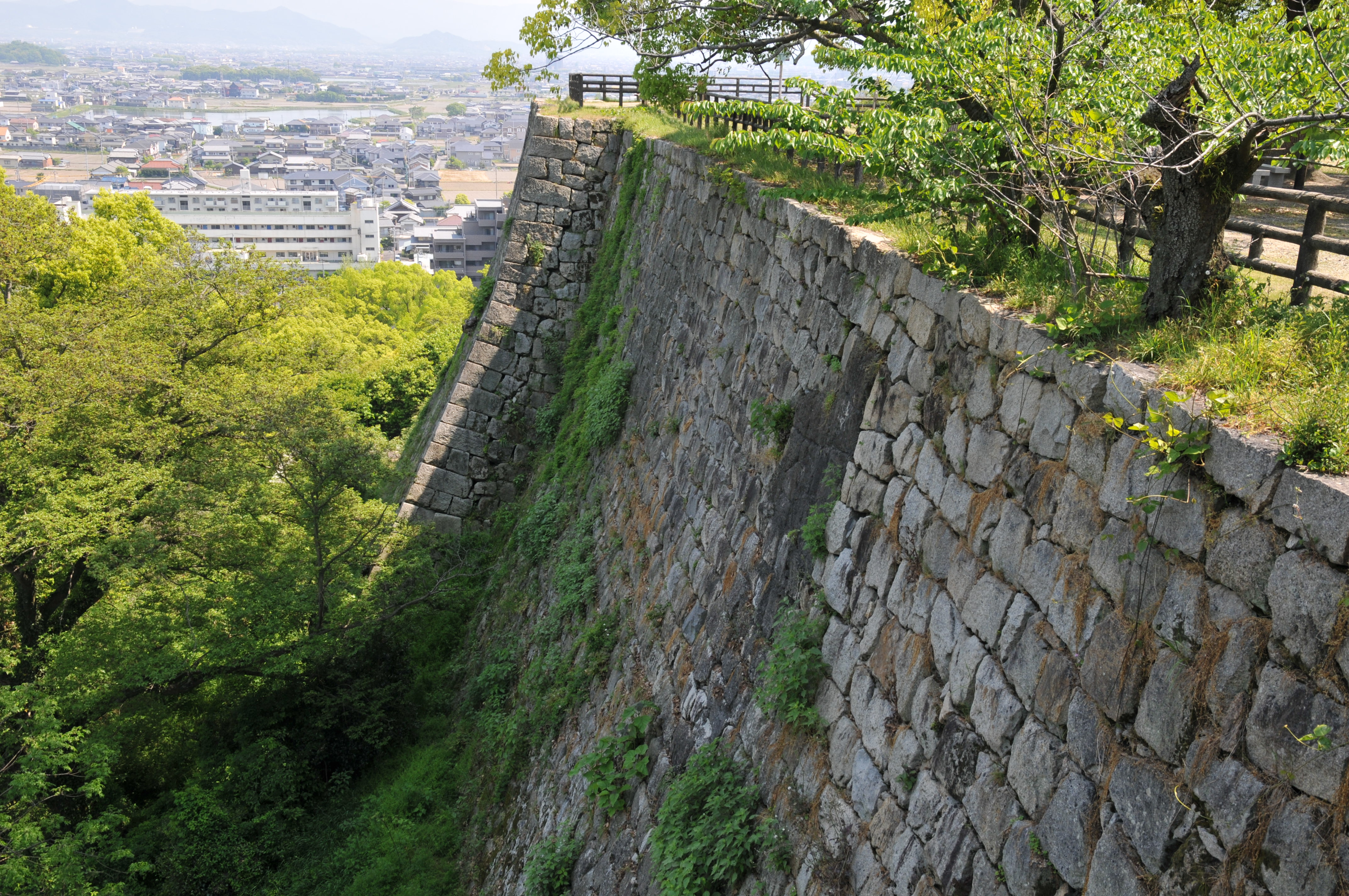
日本一高い丸亀城の石垣
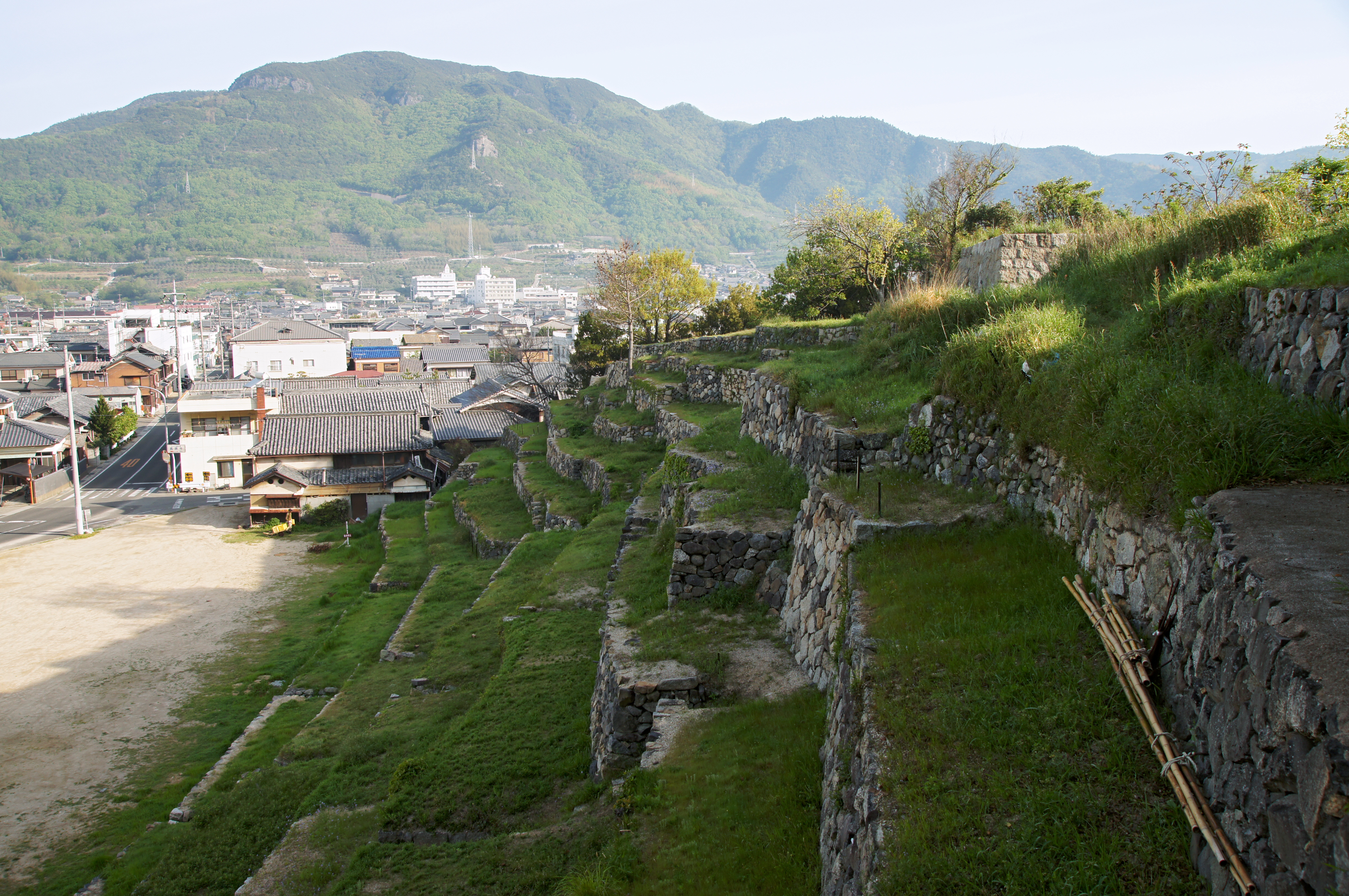
桝席の石垣（池田の桟敷）
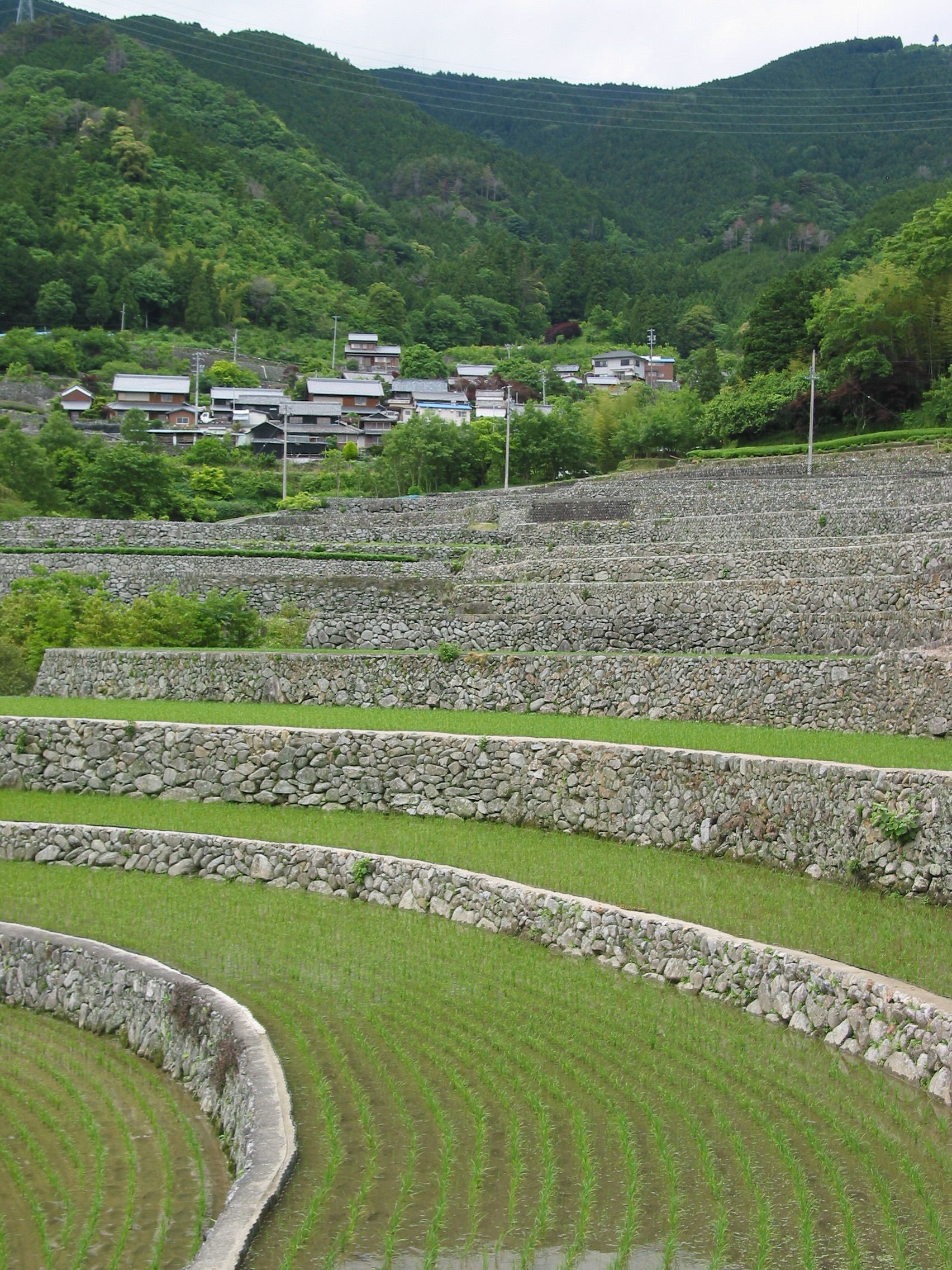
棚田の石垣（三重県松阪市）
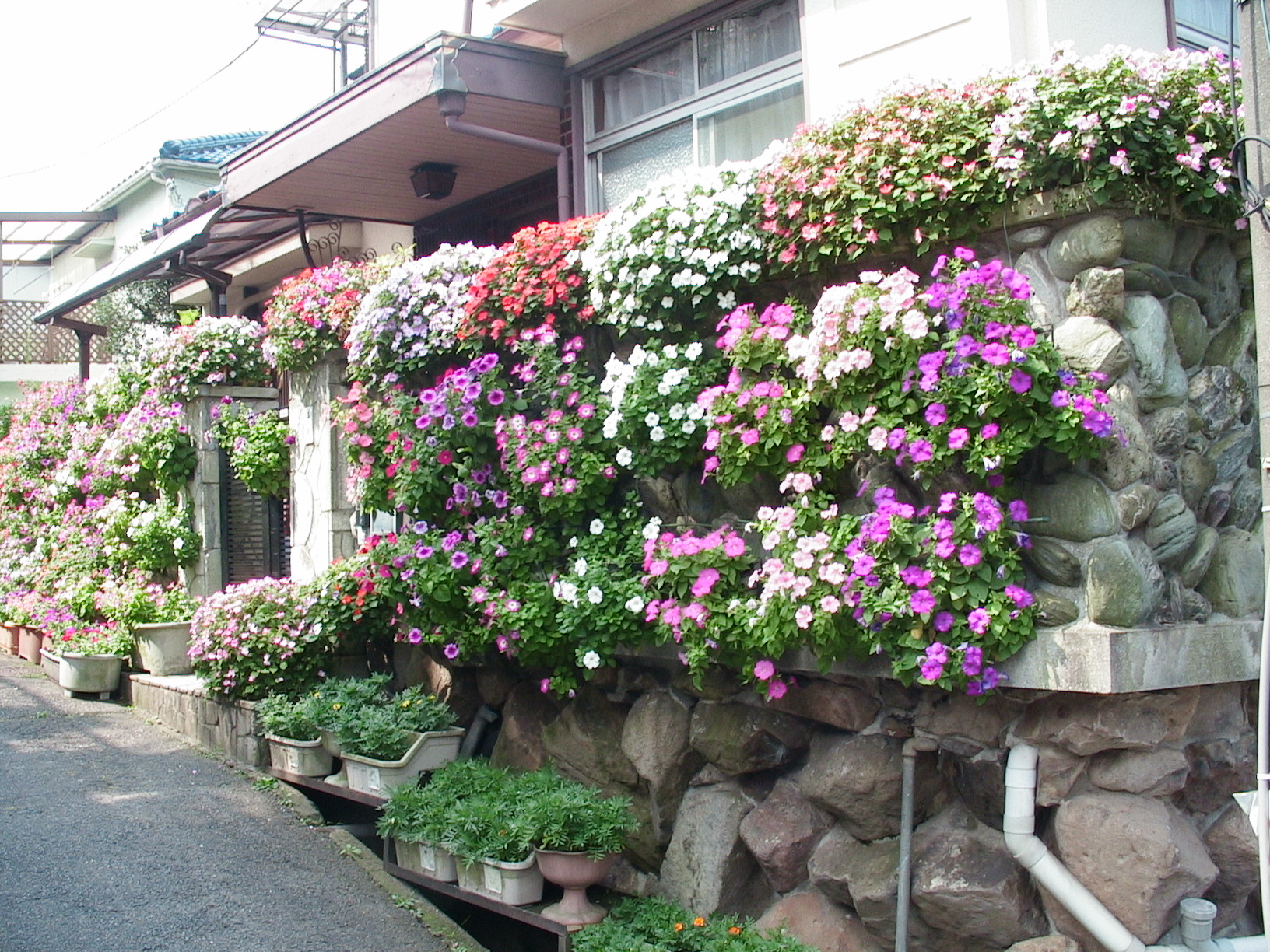
日本の民家に使われた石垣
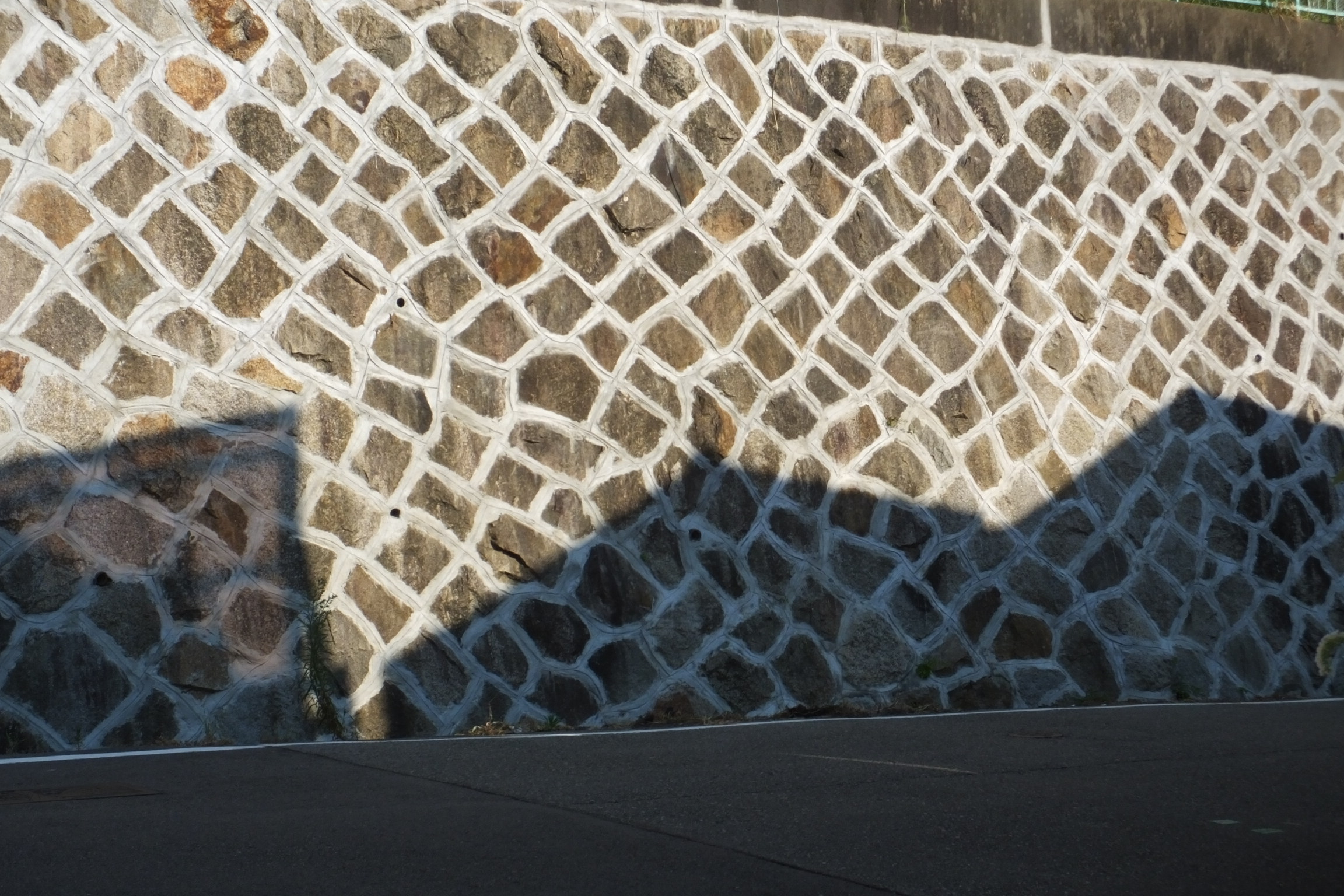
傾斜の多い日本の地形では民家の建設にしばしば石垣が使われた。

### 石垣の積み方
近世城郭の石垣には、切り込みハギ、打ち込みハギ、野面積の3通りがある。ハギは「接」とも書き、「石と石を接合させる方法」という意味である。
これら3つの分類は江戸時代中期の儒学者、荻生徂徠が1727年（享保12年）に著した軍学書『鈐録』において使用されたのが始まりとされる。
野面積み
自然石や、粗割り石を加工せずにそのまま積み上げる方法で、見た目は雑な感じになる。自然石や粗割り石は形やサイズがそろわないので、間詰め石という小さめの石を間に入れて隙間をなくしたり、かみ合わせを調整する。穴太衆など専門集団が存在した。
打ち込みハギ
粗割り石の接合部を加工・調整して隙間ができにくいように積み上げる方法。ただし、隙間を完全になくすことはできないので、野面積みと同様、間詰め石を入れることが多い。
切り込みハギ
石を四角く加工してブロックのように積み上げる方法で、見た目は非常に整然とする。隙間をなくすため、板のように薄く加工した間詰め石を入れることもある。

### 隅石
角になる部分には隅石が使われ、隅の角となる部分を補強するために大きな石が使われる。直方体の石を直角の面に互い違いに配置し、短辺になる部分に角脇石を積む技法を算木積という。この算木という語は、東アジアで使われた計算用具の算木から来ており、形状が似ていたことが由来とされる。大坂城などに見られる。
また一番下部の石は、礎石(英語：cornerstone)と呼ばれ、建築において最初に置かれ、建築の起点となる重要な石であり装飾的な加工や記録などが施される。

### 作庭における石垣
石垣が庭の仕切りになっている場合、庭の一部として活用される。乾燥するので日本ではマツバギクやマンネングサなどを植える例が多い。山間部の湿気の多いところではイワヒバなどを育てる例もある。

## 保存の課題

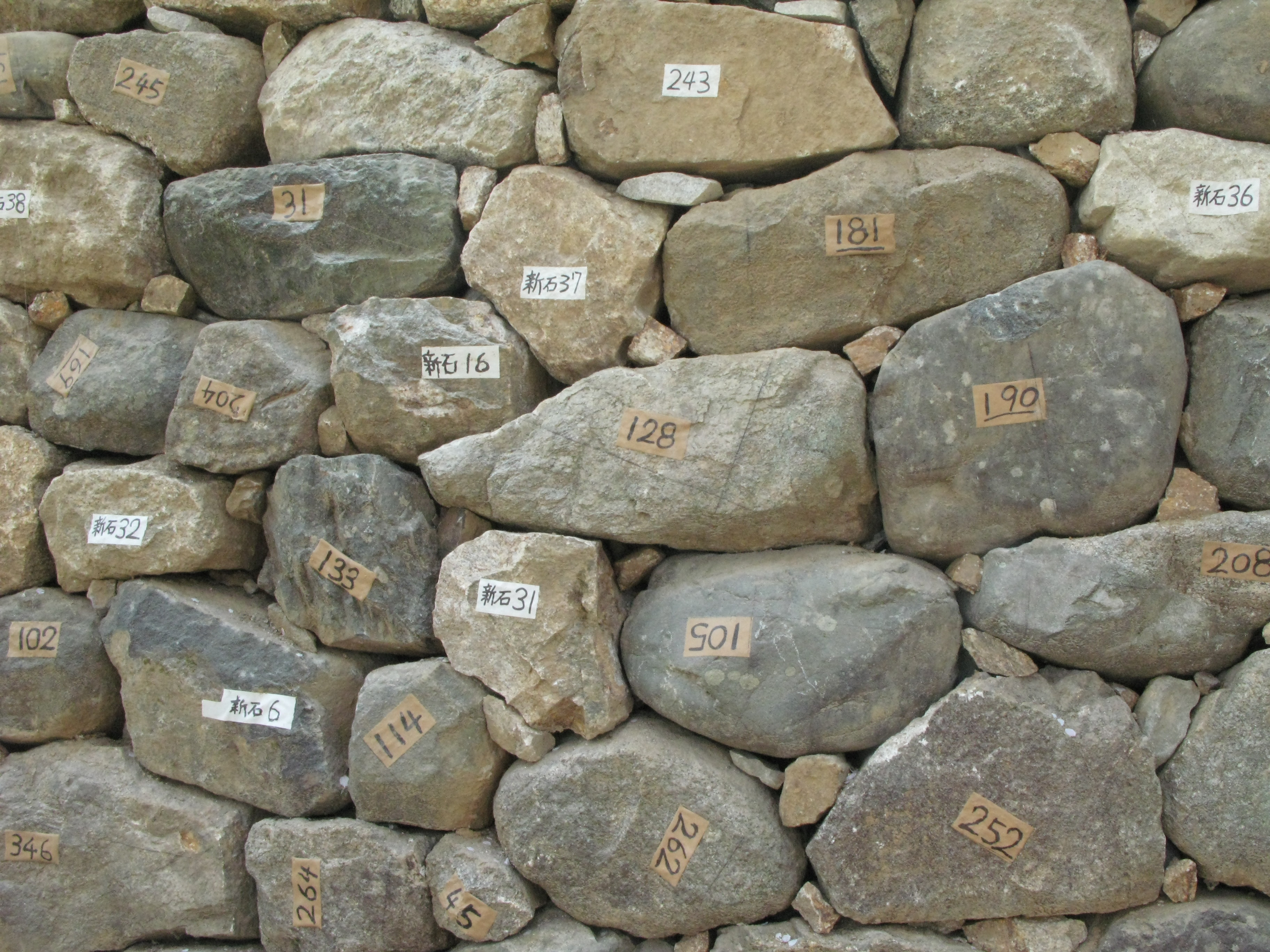
石垣の修復工程「番付」

史跡指定されていない城跡は元より、史跡として保存対象とされている城郭の石垣であっても内側からの圧力により石垣が外側に膨らむ「孕み」が問題となっている。妊婦の腹部のように脹らむことから「孕み」と言われている。記述例として、『下総国古河城石垣修復絵図 正徳3年（1713年）8月』 （中根家所蔵）には、本多忠良が幕府宛てに、「御成門の石垣の孕みを修理したい」といった内容の記述が確認できる。孕みが修理された事例としては、浜松城において、安政元年（1854年）の安政の大地震によって、計7か所において孕みが生じ、その修理に3-5年かかっている。
原因としては、経年の荷重による変形や崩れ、石垣の近くに植えられた樹木の根が押し出していること、石垣を補強するため隙間に詰められたモルタルなどが雨水の排水を妨げていることなどが考えられる。高松城では2003年に台風の影響により、仙台城や白河小峰城では2011年に東日本大震災の影響により石垣が崩落しているが、崩壊を誘発した原因のひとつとして「孕み」が指摘された。なお、仙台城では孕みによる歪みや水分によって発生した苔が目に余る状態であったため、宮城県沖地震への備えとして、1980年代から本丸の防衛を担う最も大規模な大手門側など主要な部分について大修復を行った。基礎から全て解体、石を一つ一つナンバリングするなど管理を徹底し、調査後に積み直し、あわせて各種排水、計測計器も設置して備えていた。結果として、震災で崩れたのは石灯籠や本丸裏側の未修復の小規模な部分のみであり、修復した石垣はほとんど被害を受けなかった。本丸石垣の真下には県道が走っており、当時混乱による渋滞で車両がすし詰め状態であったが、本震で車両一台分ほど崩れた前述の裏側以外は盤石のままで、倒壊による事故は防がれている。
近年の大規模な修復には、弘前城で天守を曳家して天守下の石垣を修復する工事がある。
石垣の孕みは全国各地の城郭で見られている現象だが、城郭の石垣については対策の指針や研究資料が少なく、また、市民に親しまれている史跡公園の木々を安易に伐採することも困難であることから、文化財を管理する国・自治体を悩ませている。

## その他
- 石垣を築く様子を記録した資料としては、ルイス・フロイスの『日本史』三二章に見られ、安土城において、「最も高い建物へ運び上げるのに4-5千人必要とする石も数個あり、特別の一つの石は6-7千人が引いた」、「（中略）坂を少し下へ滑り出た時、その下で150人以上が下敷きとなり、圧し潰され砕かれてしまったということであった」と風聞であるが、石垣建築に用いられた人数、日本側の記録にない土木側の死者数について記されている[22]。
- 日本側の記録である『信長公記』では、津田信澄が蛇石（じゃいし）と呼ばれる名石を運ぶも、余りの巨大さもあって天主まで持ち上がらず、羽柴筑前（豊臣秀吉）・滝川左近（滝川一益）・惟住五郎左衛門（丹羽長秀）3人が力を合わせ、1万余りの人数をもって昼夜3日かけて引き上げたと記録される[23]。